# Velîka Kindrativka, Bârzula
Velîka Kindrativka (în ucraineană Велика Кіндратівка) este un sat în comuna Cuialnic din raionul Bârzula, regiunea Odesa, Ucraina.

## Demografie
Componența lingvistică a localității Velîka Kindrativka
     Ucraineană (76,31%)
     Română (20,48%)
     Rusă (2,81%)
     Alte limbi (0,4%)
Conform recensământului din 2001, majoritatea populației localității Velîka Kindrativka era vorbitoare de ucraineană (76,31%), existând în minoritate și vorbitori de română (20,48%) și rusă (2,81%).